# 스마트 스피커
스마트 스피커(smart speaker)는 무선 스피커의 일종으로서, 하나 이상의 인상적인 말(hot word)의 도움을 받아 상호작용 동작과 핸즈프리 활성화를 제공하는 가상 비서가 내장된 보이스 커맨드 디바이스이다.
일부 스마트 스피커들은 와이파이를 이용하는 스마트 장치의 역할을 할 수 있으며 블루투스와 기타 무선 프로토콜 표준을 사용하여 스마트홈 장치를 통제하기 위한 목적 등으로 오디오 재생의 이용 범위를 넓힐 수 있다. 이는 수많은 서비스와 플랫폼을 경유하는 호환성, 메시 네트워크를 통한 P2P 연결, 지능형 가상 비서와 같은 기능 등을 포함할 수 있으나 반드시 이에 국한된 것은 아니다. 각각의 스마트 스피커는 저마다 독창적인 인터페이스와 기능을 갖추고 있으며 애플리케이션이나 스마트 홈 소프트웨어를 통해 시작되거나 통제되는 것이 보통이다.

## 개요
스마트 스피커는 인공지능 스피커(영어: artificial intelligence  speaker, AI Speaker)라고도 한다. 음성인식을 통해 음악 감상, 정보 검색 등의 기능을 수행한다는 것이 일반 스피커와의 차이점이다. 주 고객 층은 20~30대다.
스마트 스피커는 인공지능의 발달로 인해 더 많이 출시되고 있다. 스마트 스피커에 내장 돼 있는 음성비서가 인간처럼 대화하려면 대화의 의도와 패턴을 인공지능이 학습해야 한다. 이는 학습에 필요한 데이터가 많이 있을 수록 더 빨리 학습할 수 있다. 글로벌 IT 기업들은 인공지능 기술을 발전시키기 위해 스마트 스피커, 스마트 폰 등에 음성 비서를 탑재하고 거대한 데이터를 수집하고 있다.
음성인식 기반 기기의 주된 입출력 장치는 마이크와 스피커다. AI 스피커는 이 같은 주요 장치만으로 이루어져 있기 때문에 데이터 수집 면에서 스마트폰이나 TV보다 효율적이다. 스마트폰은 사용자가 음성기능을 활성화 한 후에야 음성 데이터를 녹음하고 처리할 수 있지만, 스피커는 음소거기능 사용을 제외 하고는 상시 음성데이터를 녹음하고, 클라우드에 서버를 축적할 수 있다.
음성인식 스피커의 성공은 기존 터치 방식의 플랫폼에서 음성 기반으로 플랫폼이 이동하고 있다는 신호다. 음성인식 서비스는 명령 수행 능력이 우수하다. 타이핑은 1분에 40단어를 기록하지만, 음성은 같은 시간에 150단어를 기록할 수 있다. 또 직접 손으로 조작하지 않아도 되기 때문에 작동법이 쉽다.

## 기능
음악 재생이 가능하다. 대한민국 음악 스트리밍 사이트 멜론, 지니, 네이버 뮤직은 스마트 스피커에 음악 추천 기능을 도입했다. 카카오와 네이버는 자회사인 멜론, 네이버 뮤직을 통해 음악 기능을 제공하고 있다. 알람 및 타이머 기능이 있다. 알람 설정, 확인, 삭제, 끄기, 켜기, 알람 음악 설정 등을 할 수 있다. 타이머는 타이머 설정, 중단, 재시작 등의 기능이 있다. 뉴스 및 날씨 기능이 있다. 뉴스는 카테고리별, 인기순, 테마 등으로 나눠서 들을 수 있다. 날씨는 현재 날씨, 일자별 날씨, 주간 날씨, 시간별 날씨, 세계 날씨 등을 알 수 있다. 일정 및 메모 기능이 있다. 일정 등록, 조회, 삭제 등과 메모 추가 기능이 가능하다. 기타 기능으로 환율, 운세, 로또, 주식 등의 생활 정보 제공과 일상 대화 하기, 쇼핑 등이 있다. 그리고 최근에는 인공지능 돌봄서비스가 위급한 상황에서 홀로 어르신들에게 효자 노릇을 톡톡히 하고 있을 뿐만 아니라 코로나19 장기화로 인해 마을회관, 경로당이 폐쇄되어 대면 접촉이 어려워진 상황에서 나홀로 집에 계시는 어르신들에게는 좋은 호응을 받고 있으며 평소에 즐겨듣는 음악을 틀어주고 대화상대가 되어주며 날씨·생활정보를 제공하고 투약시간 알림, 치매예방 두뇌체조 등을 제공해준다. 또 위급 상황 시 ‘살려줘’, ‘도와줘’, ‘구해줘’ 등의 음성명령으로 긴급 SOS를 호출할 수 있고 긴급 SOS가 호출되면 군청 및 ADT 캡스 관제센터로 신고 접수되어 24시간 응급상황에 대응한다. 인공지능 통합 돌봄서비스를 희망하는 대상자 또는 그 보호자는 주소지 읍면사무소나 군청 노인여성아동과에 신청할 수 있으며 신청자격은 만65세 이상의 홀로 어르신 및 장애인 등이다.

## 인공지능 서비스의 시장 전망

### 세계 시장 규모
- 미국의 정보 기술 연구 및 자문 회사인 가트너는 AI 스피커 시장 규모가 2015년 약 4050억 원에서 매년 40% 이상 성장을 예상, 2020년에는 약 2조 3600억 원이 될 것으로 전망했다.[14]
- 시장조사기관 트랙티카(Tractica)는 2025년 세계 인공지능 산업 연 매출이 348억 달러(약 43조원)에 달할 것으로 예상하고 있다.[15]
- 시장조사기관 오범(Ovum)은 가상 비서와 음성 AI를 지원하는 스마트 홈 제품, TV, 웨어러블 기기의 수는 2021년에 16억 3,000만 대에 육박할 것으로 예상한다.[16]

### 대한민국 시장 규모
- KT경제경영연구소는 인공지능에 대한 국내 시장 전망을 2014년 4.1조원에서 2020년 2조2천억원, 2025년 11조원, 2030년 27.5조원으로 예상했다.[15]

## 한계

### 음성 인식 문제
한국소비자원의 설문조사에 따르면 이용자들은 AI 스피커에 대해 '쉽고 편한 음성인식'을 기대했지만,  가장 불편한 점으로 '음성인식 미흡'을 꼽았다.  이어서 '기기와 자연스러운 연결형 대화 곤란', '외부소음을 음성명령으로 오인', '간단한 생활편의 기능만 제공', '몇 가지 기능이 특정지역, 소수 업체에 한정' 순으로 미흡한 점이 나타났다.

### 보안 문제
2017년 3월 위키리크스(영어:WikiLeaks)는 미국중앙정보국(영어:CIA)이 애플, 삼성, 구글, 마이크로소프트 등 IT기업의 제품들을 해킹했다고 폭로했다. AI 스피커 또한 해킹 될 가능성이 있다. 특히 AI 스피커는 스마트 기기 제어, 상품 결제, 금융 서비스 등의 기능이 포함 돼 있으므로 더욱 철저한 보안이 필요하다.

## 대한민국 이외 제품

### 아마존 알렉사 사용
아마존 알렉사를 사용하는 제품은 다음과 같다.
- 아마존 에코 시리즈
  - 에코
  - 에코 닷
  - 에코 플러스
  - 에코 쇼
  - 에코 스팟
- 아마존 탭
- Sonos One

### 앰비언트 OS
앰비언트 OS를 사용하는 제품은 다음과 같다.
- Essential Home (개발 중)

### 애플 홈킷 사용
애플 홈킷을 사용하는 제품은 다음과 같다.
- Invoxia Triby

### 애플 시리 사용
애플 시리를 사용하는 제품은 다음과 같다.
- 애플 홈팟

### 구글 어시스턴트 사용
구글 어시스턴트를 사용하는 제품은 다음과 같다.
- 구글 홈 시리즈
  - 홈
  - 홈 맥스
  - 홈 미니
  - 홈 허브

### 마이크로소프트 코타나 사용
마이크로소프트 코타나를 사용하는 제품은 다음과 같다.
- 하만 카돈 인보크(Harman Kardon INVOKE)

## 대한민국 제품현황
대한민국에서는 2016년 SK텔레콤이 한국어 전용 AI 스피커인 '누구(Nugu)를 가장 먼저 선보였다. 이후 KT,  LG유플러스 등 이동통신사와 네이버, 카카오 등 빅데이터를 가진 기업들이 AI 스피커 시장에 뛰어들었다.

### SK텔레콤 누구 사용
누구를 사용하는 제품은 다음과 같다.
- SK텔레콤의 '누구(NUGU)'
- SK텔레콤의 '누구 미니(NUGU mini)'

SK텔레콤의 누구 캔들

### KT 기가지니 사용
기가지니를 사용하는 제품은 다음과 같다.
- KT의 '기가지니(GiGA Genie)'[20]

### 네이버 클로바 사용
네이버 클로바를 사용하는 제품은 다음과 같다.
- 네이버의 웨이브(Wave)[21]
- 네이버의 프렌즈(Friends)[22]
- LG유플러스의 '씽큐허브'[23]

스마트 스피커에 사용되는 음성인식 기술 Clova speech Recognition 와 대화를 위한 챗봇 기술 Clova Chatbot, 음성합성 기술인 Clova Speech Synthesis 보관됨 2020-02-06 - 웨이백 머신는 네이버클라우드플랫폼에서 서비스 상품으로 제공중에 있어 기술 이용이 가능하다.

### 카카오 아이 사용
- 카카오의 '카카오 미니(Kakao Mini)'[24]

## 사진

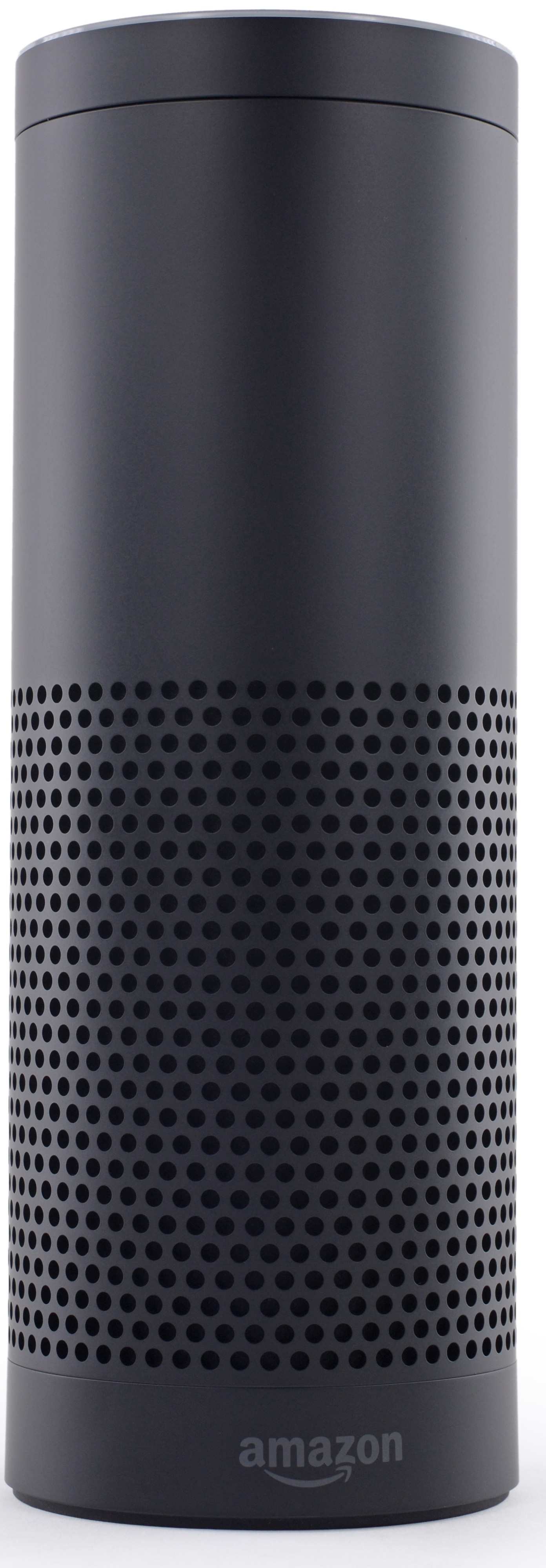
1세대 아마존 에코 스마트 스피커 (검은색)
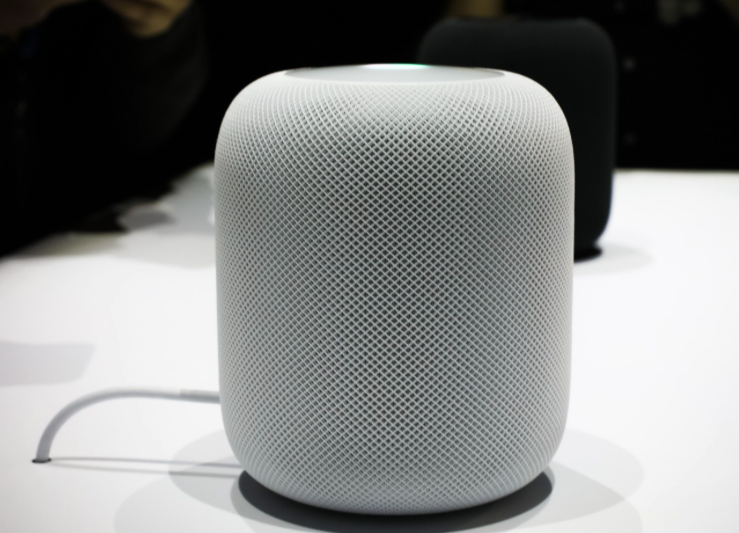
홈팟 스피커
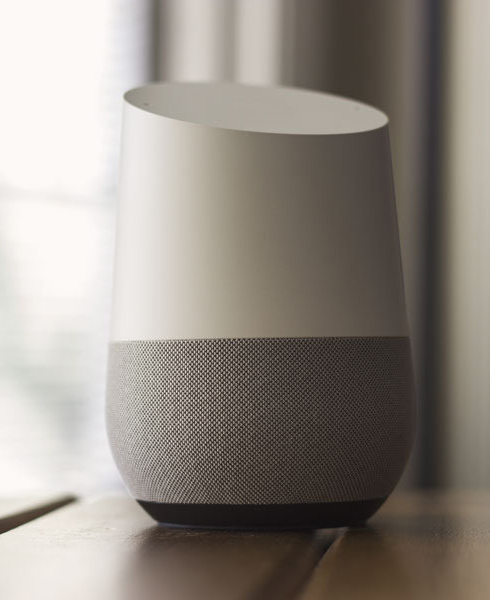
구글 홈 스마트 스피커가 탁자 위에 유휴 상태로 놓여있다
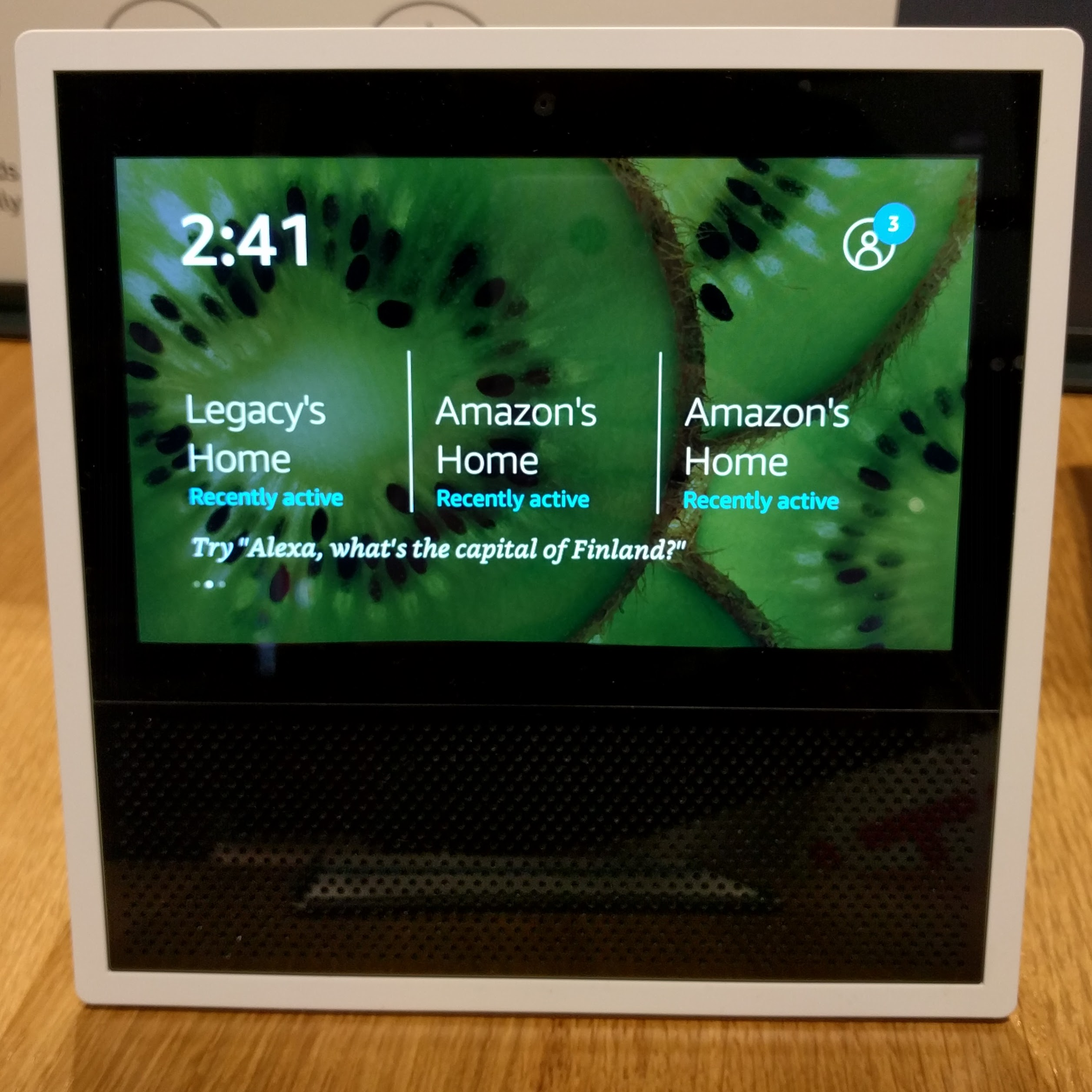
아마존 에코 쇼 스마트 스피커

## 같이 보기
- 인공지능
- 지능형 가상 비서
- 제4차산업혁명
- 사물인터넷
- 빅데이터
- 머신러닝
- 스마트홈